# Попова-Бонналь Тетяна Ігорівна
Тетяна Ігорівна Попова-Бонналь (до шлюбу — Попова-Мозовська; нар. 2 лютого 1979, Дніпропетровськ, УРСР) — українська та французька письменниця, перекладачка.

## Життєпис

### Ранні роки
Народилась 2 лютого 1979 року в Дніпропетровську (нині Дніпро) в родині інженерів із козацьким корінням — Ігоря та Олени Попових-Мозовських. В 1996 році закінчила середню загальноосвітню школу № 95 із золотою медаллю. В цей же час закінчила музичну школу № 4 за фахом «фортепіано», згодом — за фахом «скрипка».

### Освіта
У 1996 році вступила на факультет української філології та мистецтвознавства Дніпровського національного університету імені Олеся Гончара. У 2001 році Тетяна отримала диплом магістра, спеціалізуючись на українській літературі.
У 2004 завершила навчання в аспірантурі цього ж університету, під керівництвом доктора наук, професорки Нінель Іванівни Заверталюк, присвятивши свої дослідження творчості української письменниці іспанського походження Наталени Королевої (1888—1966)  .

### Кар'єра та особисте життя
З 2005 року займається музичною творчістю — організує аматорських хор в Альянс Франсез у Дніпропетровську, продовжує багаторічну діяльність диригента хору Хрестовоздвиженського діївського храму (м. Дніпро), є учасником молодіжного хору «Юність» ДНУ, поліпшує навички хорового диригента під керівництвом заслуженого діяча мистецтв Олександра Переверзєва, бере участь диригентом та хористкою в різноманітних хорових фестивалях Дніпра, Львова, Києва.
У 2008 році в журналі «Всесвіт» виходить у світ її перший переклад з французької «Історії Латинської Америки. Оповідання» Ніколя Бонналя.
2010 року одружується із французьким письменником, істориком та есеїстом Ніколя Бонналем, разом вони продовжують творчу працю .
Починаючи з 2014 року здійснює свої перші переклади французькою, які мали бути допоміжним матеріалом для монографії її чоловіка Ніколя Бонналя щодо фольклору в кінематографі. Це твори Коцюбинського (Тіні забутих предків) , Гріна (Пурпурові вітрила) , Пушкіна (Казки) , які мали ілюструвати відповідні фільми Сергія Параджанова та маловивченого українського режисера радянських часів Олександра Птушко. Є літературним співавтором французького видання фільмів Олександра Птушко, медійне видавництво Artus Films .
Видає переклади на французьку з української та російської (Коцюбинський, Довженко , Франко, Шевченко, збірники поезій, Пушкін - "Євгеній Онєгін" , Пастернак ), укладає двомовну збірку української народної пісні, видає французькою монографію-дослідження про українську традиційну і козацьку кухню . Її популярна монографія про літературну творчість американського письменника Філіпа Кіндреда Діка вийшла не лише французькою, але й іспанською мовою.
Продовжує наукову та перекладацьку роботу, бере участь у наукових заходах кафедри української літератури ДНУ .
Починаючи з 2014 року, особливо з початком повномасштабного російського вторгнення до України 2022 року, приділяє особливу увагу перекладам на французьку мову класиків української літератури, досі незнаних серед французьких читачів, для яких слов'янські літератури обмежувались лише російською, а українська література не існувала взагалі. Зокрема, вона видала збірку «Патріотичної поезії», вибрані вірші Шевченка, Франка, «Енеїду» Котляревського, твори Довженка .

## Вибрані роботи

### Наукові статті
- Попова-Мозовська Т. Рецепції перських легенд у повісті Наталени Королевої «Quid est veritas?» (Що є істина?") // Література. Фольклор. Проблеми поетики: Збірник наукових праць. Матеріали Всеукраїнської науково-теоретичної конференції «Українська література в контексті світової літератури» 15–16 трав. 2002 року. — Київ; Одеса: Твім інтер, 2002. — Вип. 10. — С. 366—374
- Попова-Мозовська Т. «Текстобіографія» у повісті Наталени Королевої «Quid est veritas? (Що є істина)» — Актуальні проблеми літературознавства. — Том 14: Збірник наукових праць. — Дніпропетровськ: Видавництво «Навчальна книга», 2002 С. 96-103. ISBN 966-7056-63-5
- Tetyana Popova-Bonnal — Persécution russe de la langue et de la culture d'Ukraine [19]
- Tetyana Popova-Bonnal - Artemiy Vedel: l'hommage au génie musical de l'Ukraine orthodoxe. - eurolobertes.com. - 13 avril 2017 [20]

### Переклади
- LES CHANTS TRADITIONNELS UKRAINIENS: RITES MATRIMONIAUX ET TRADITION SOLAIRE INDOEUROPEENNE: (EDITION BILINGUE AVEC DES PARTITIONS) Relié — 6 novembre 2021 de Tetyana Popova-Bonnal (Auteur), Nicolas Bonnal (Préface) ISBN-13 ‏ : ‎ 979-8760984128[21]
- La poésie patriotique ukrainienne à travers les âges (Edition Bilingue): L'Ukraine se lèvera ! Elle dissipera sa nuit d'esclave, Allumera la vérité, … ensemble en liberté. (Taras Chevtchenko 1845) Broché — 23 mai 2022 ISBN-13 ‏ : ‎ 979-8831504828[22][23]
- Poèmes choisis: Edition bilingue et illustrée Traduction — Tetyana Popova-Bonnal Relié — 19 juillet 2022 de TARAS CHEVTCHENKO (Auteur), Olga Shaf (Avec la contribution de), Tetyana Popova-Bonnal ISBN-13 ‏ : ‎ 979-8841416104[24]
- Le voyage d'un patriarche syrien au Pays des Cosaques 1654—1656: Traduction et commentaires: Tetyana Popova-Bonnal Broché — 29 décembre 2022 de Paul d'Alep (Auteur), Tetyana Popova-Bonnal (Préface, Traduction) ISBN-13 ‏ : ‎ 979-8371728197[25]
- " MON EMERAUDE " ET AUTRES RECUEILS POETIQUES: Edition bilingue Traduction: Tetyana Popova-Bonnal Relié — 16 mai 2023 de Ivan Franko (Auteur), Tetyana Popova-Bonnal (Traduction) ISBN-13 ‏ : ‎ 979-8394928765[26]
- Eneide déguisée en cosaque: Edition bilingue Traduction: Tetyana Popova-Bonnal Broché — 24 octobre 2023 de Ivan Kotliarevsky (Auteur), Olga Shaf (Avec la contribution de), Tetyana Popova-Bonnal (Préface, Traduction) ISBN-13 ‏ : ‎ 979-8865334743[27]

### Монографії
- Philip Kindred Dick et le grand reset: Visions et amertumes. Relié — 5 novembre 2021 de Tetyana Popova-Bonnal (Auteur), Nicolas Bonnal (Préface) ISBN-13 ‏ : ‎ 979-8760573278[28]
- La comédie musicale américaine: les symbolismes d'un âge d'or Relié — 5 novembre 2021 de Nicolas et Tetyana Bonnal (Auteur), Tetyana Popova-Bonnal (Auteur) ISBN-13 ‏ : ‎ 979-8760578860[29][30]
- PHILIP KINDRED DICK Y EL GRAN RESET VISIONES Y AMARGURAS Tetyana Popova-Mozovska Bonnal    ISBN 9788419359001

## Критичні статті
- Nicolas Bonnal PHILIP K. Dick et le Grand Reset en Occident
- Ремчукова Е. Н., Недотепкина Е. М. «Трудности перевода русской классики: роман А. С. Пушкина „Евгений Онегин“ на английском и французском языках». — Russian Journal of Linguistics. — 2020. Т. 24. № 4. — С. 945—968
- Le conte du tsar Saltan (1957). Un film d'Alexandre Ptouchko
- Блог Жюльена Морвана. Сказка о царе Салтане (1967)
- Інтерв'ю Тетяни Попової-Мозовської (Бонналь) та Ніколя Бонналя щодо їхної книги "Золотий вік американської музичної комедії" (фр.) [31][32]
- Information sur l'auteur: Tetyana Popova-Bonnal
- Artus Films. Le géant de la steppe/livret
- Ольга Шаф "І голос той, і ті слова ідуть між люди!...": Про двомовну антологію української патріотичної поезії XVI-XXI ст. La Poésie patriotique ukrainienne à travers les âges. Tetyana Popova-Bonnal (trad). - Слово і час. Рецензії. - 2022. - №4. - С.114-116
- Sylvi Taussing "Le Système du complotisme" - Bouquins 2021 [33]